# محدثه کهنسال
محدثه کهنسال ورزشکار پارالمپیکی و کماندار معلول ایرانی است که در رقابت‌های پارالمپیک ۲۰۱۶ ریو به نمایندگی از ایران در رشته ریکرو انفرادی شرکت کرد. وی در این رقابت‌ها با شکست برابر نماینده اکراین در دور یک شانزدهم حذف شد.
کهنسال در این رقابت‌ها جوان‌ترین عضو کاروان ورزشی ایران بود.

## اوایل زندگی
کهنسال از کودکی به طور حرفه‌ای در رشته ژیمناستیک فعالیت می‌کرد و در رشته‌هایی چون دو، شنا و ووشو هم فعال بود. در سال ۸۶ بر اثر سانحه رانندگی در اتوبان تهران-قم، هر دو پای خود را از زیر زانو از دست داد. بعد از تصادف وی تا چند سال فعالت ورزشی نداشت تا این که بواسطه تشویق خانوده اش به ورزش تیر و کمان روی آورد.
محدثه کهنسال علاوه بر ورزش فعالیت هنری نیز دارد و در سال ۹۴ یک نمایشگاه نقاشی آبرنگ برگزار کرده است.